# Touche système

Clavier AZERTY avec la touche Syst (aussi SysRq ou Sys Req) entourée en rouge

La touche Syst, aussi appelée Système, SysReq ou SysRq (pour System Request), généralement placée comme sous-fonction de la touche Imprime écran, est une touche ajoutée initialement pour déclencher des procédures de fermeture d'urgence gérées par des programmes résidents (TSR). Cette touche est devenue aujourd'hui presque totalement obsolète avec un système Microsoft. Elle est, de plus, un peu plus difficile à gérer que les autres touches du clavier, en raison de son origine (gérée initialement par une interruption du BIOS).
Sous Linux, cette touche est directement utilisée par le noyau pour les Magic SysRq key.
La touche Syst appelle le menu système sur AS/400 (Syst Req).